# Halosbaena daitoensis
Halosbaena daitoensis is een bronkreeftjessoort uit de familie van de Halosbaenidae. De wetenschappelijke naam van de soort is voor het eerst geldig gepubliceerd in 2009 door Shimomura & Fujita.